# Raymond Basset
Denis Raymond Basset (1883-1918) fue un deportista francés que compitió en el tira y afloja en los Juegos Olímpicos de París 1900.
Participó en dicha disciplina y ganó una medalla de plata como miembro del equipo de Francia.